# Сосновое (Черкасская область)
Сосновое (укр. Соснове, до 2024 года — Первомайское) — село в Черкасском районе Черкасской области Украины.
Население по переписи 2001 года составляло 623 человека. Почтовый индекс — 19613. Телефонный код — 472.

## История
- Указом Президиума Верховного Совета Украинской ССР от 22 марта 1941 года село Плеваки Черкасского района Киевской области переименовано в село Первомайское.[2]

## Происхождение названия
Село было названо в честь праздника весны и труда Первомая, отмечаемого в различных странах 1 мая; в СССР он назывался Международным днём солидарности трудящихся.
На территории Украиской ССР имелись 50 населённых населённых пунктов с названием Першотравневое и 27 — с названием Первомайское.

## Местный совет
19611, Черкасская обл., Черкасский р-н, с. Тубольцы, ул. Луговая, 1а